# Friedmann Jónás
Friedmann Jónás (Galánta, 1877. október 1. – Budapest, Erzsébetváros, 1947. június 6.) rabbi, vallástanár.

## Élete
Friedmann Ármin és Stern Karolina (Katalin) fia. Talmudi tanulmányait Nagyváradon és Nagymartonban végezte. Ez idő alatt magánúton tette le az érettségi vizsgát. Felsőbb tanulmányait Frankfurtban folytatta, később Marburgba ment, ahol a hírneves újkantiánus Hermann Cohnnak volt bizalmasabb körébe vont hallgatója. Doktori oklevelét a Halle-i Egyetemen nyerte el 1904-ben. Filozófiai körökben élénk figyelmet keltett Das Gewissen im System des ethischen ldealismus című műve, amelyet a Kantstudien archívumba iktattak. 1906-tól a Pesti Izraelita Hitközség középiskolai vallástanára és 1920 óta a hitközségi könyvtár könyvtárnoka volt, amelynek újjászervezése körül érdemeket szerzett.

## Családja
Első felesége Kohn Cecília (1876–1906) volt, akit 1905. július 4-én Budapesten, a Terézvárosban vett nőül. Második házastársa Pulvermann Margit (1885–?) volt, akivel 1910. november 1-jén Forstban kötöttek házasságot.
Gyermeke
- Friedmann Magdolna (1914–1945),[4] férjezett Berger Gézáné. Férjével együtt a holokauszt áldozatai lettek.